# Victoriaklass
Victoriaklass är en typ av Sjöräddningssällskapets räddningsfartyg, med namn efter den första båten av denna typ, Rescue Victoria från 1997. 
Fartygsmodellen har tagits fram av Sjöräddningssällskapet och konstruktören Rolf Eliasson (född 1946) och är en snabbgående, självupprätande och täckt båt. Det finns fem bårplatser, alternativt plats för 14 sittande.
Det finns (2017) räddningsfartyg av Victoriaklass på drygt hälften av de 71 räddningsstationerna i Sverige. År 2014 levererades också den nybyggda Björkskär  till Ålands Sjöräddningssällskaps räddningsstation i Saltvik. Idag finns båtar utrustade med VolvoPenta D9 alternativt de större Scaniamotorerna DI13. De senaste levererade båtarna har utrustats med de senast tillgängliga typerna av instrument och elektroniska verktyg. När båtarna uppnår en viss ålder, genomgår de en modernisering.

## Utrustning
- Kommunikationsutrustning
  - Två stationära  och två portabla VHF
  - DSC Klass A
  - Stationär samt bärbar RAKEL
  - GSM telefoni
  - Intercom (Pandora)
- Navigationsutrustning
  - Två radarinstrument
  - DGPS
  - Transas sjökortssystem
  - Ekolod
  - VHF-pejl
  - AIS-transponder (klass A)
- Sjukvårdsutrustning 
  - Sjukvårdsväska med bland annat tryckförband
  - IVPA-utrustad sjukvårdsväska
  - Defibrillator
  - Syrgasutrustning
  - Spineboard
  - Vakuummadrass
- Övrig utrustning
  - Livflotte
  - Räddningsnät
  - Portabel brand/länspump (dieseldriven)
  - Fast brand/länspumpssystem
  - Eldriven länspump (230V)

## Fartyg av Victoriaklass

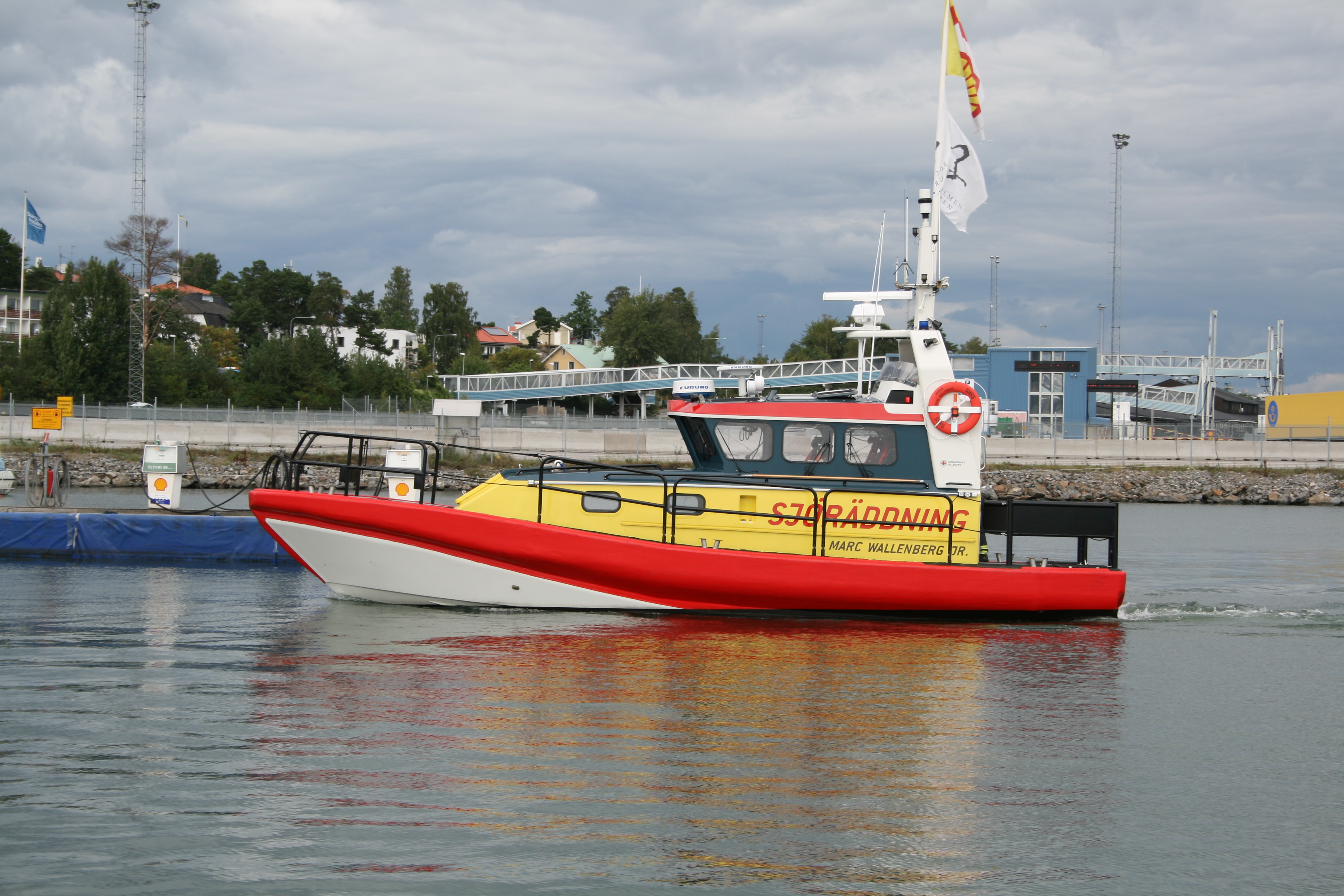
Rescue Marc Wallenberg Jr i Nynäshamn

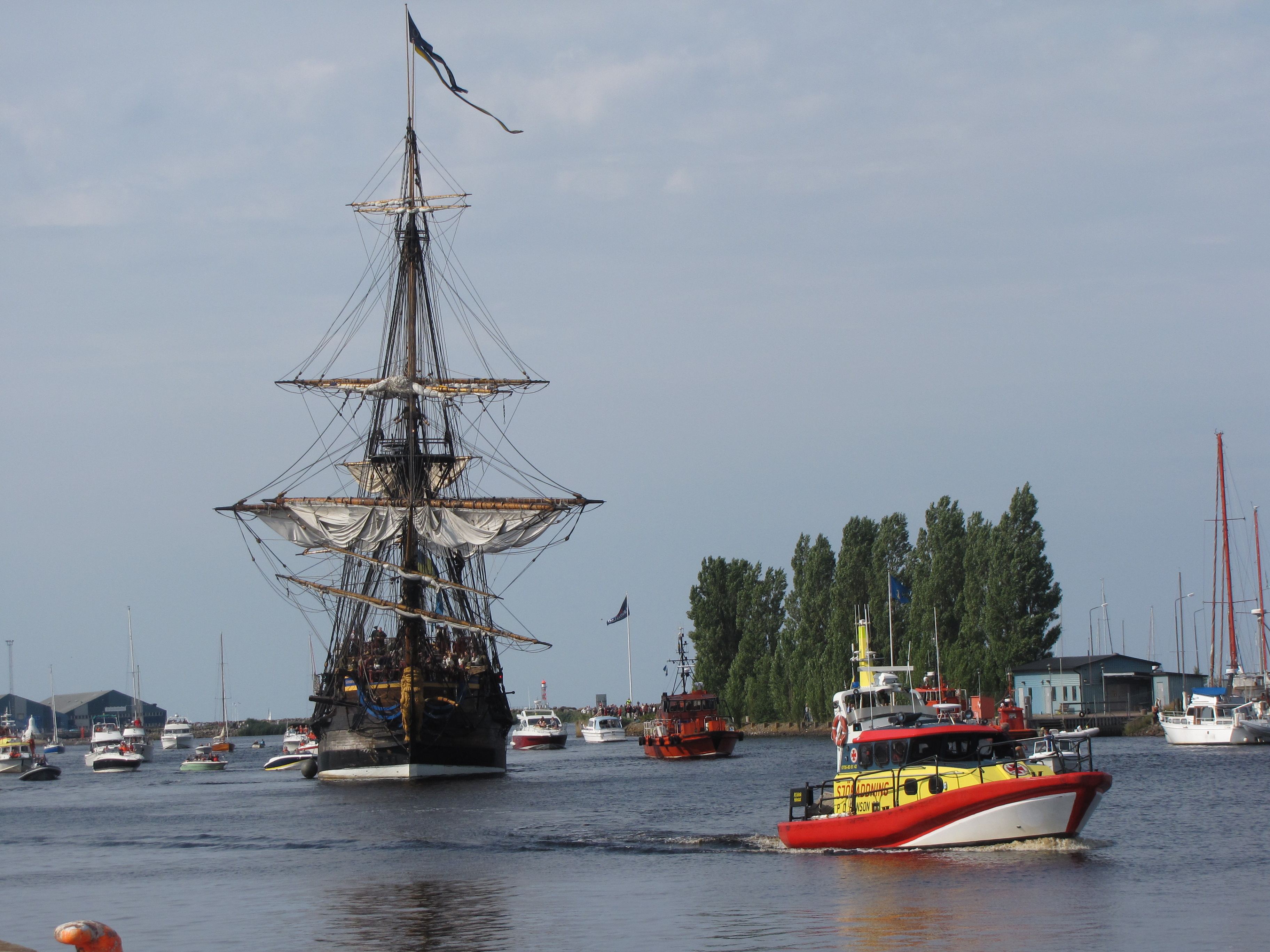
Rescue P O Hansson eskorterar Ostindiefararen Götheborg ut till havs från Nissan

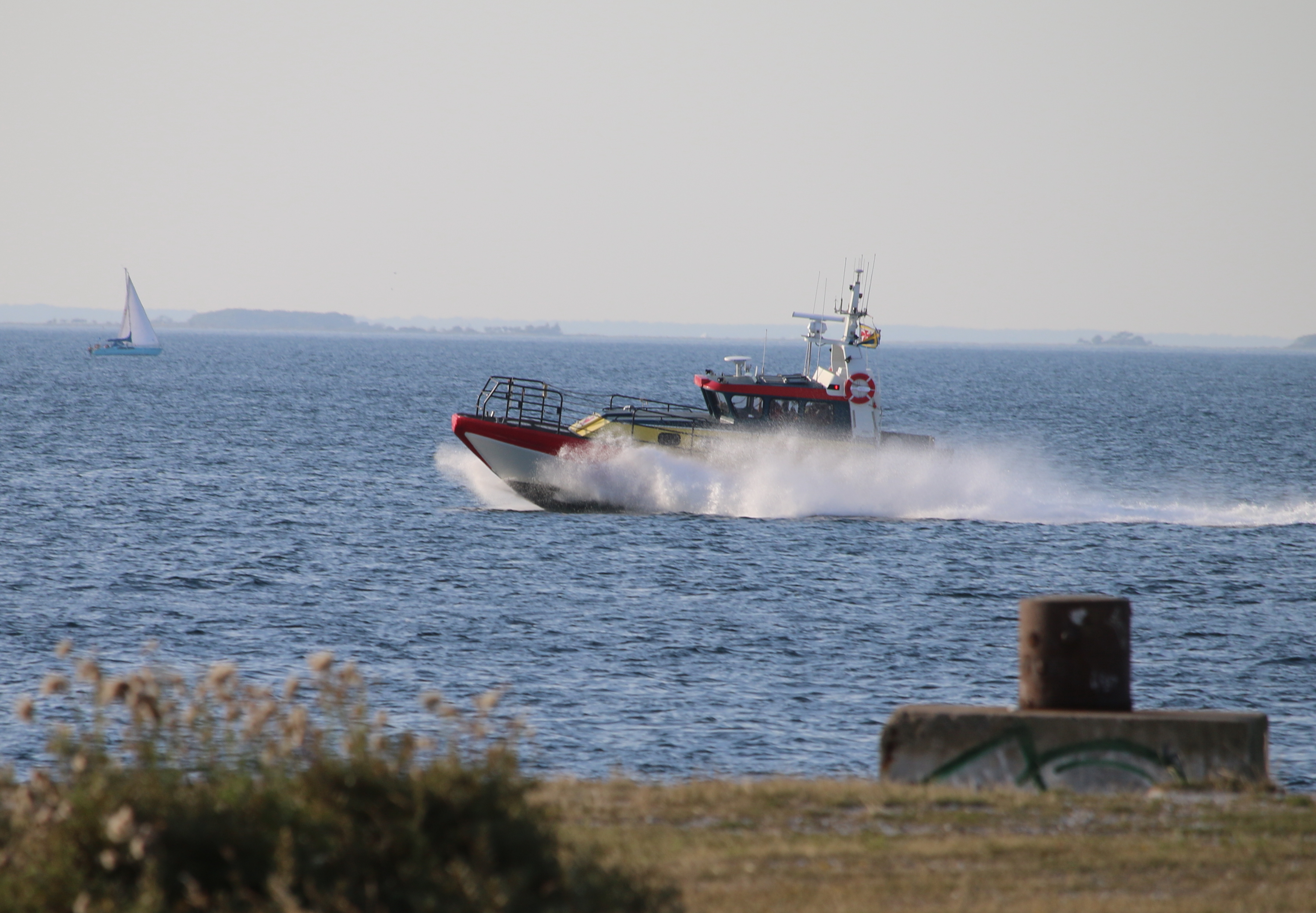
Rescue Postkodlotteriet i Öresund

- 12-01 Rescue Victoria, Räddningsstation Kristinehamn, byggd 1997
- 12-02 Rescue Amalia Wallenberg, Räddningsstation Visingsö, byggd 1997
- 12-03 Rescue Sjömanshuset, Räddningsstation Ystad, byggd 1997
- 12-04 Rescue Lars Prytz, Räddningsstation Härnösand, byggd 1998
- 12-05 Rescue P O Hansson, Räddningsstation Åmål, byggd 1998
- 12-06 Rescue Fårösund, byggd 1999, fram till 2022 på Räddningsstation Fårösund
- 12-07 Rescue Väringen, Räddningsstation Grönhögen, byggd 1999
- 12-08 Rescue Ronald Bergman, Räddningsstation Böda, byggd 1999
- 12-09 Rescue Gustaf B. Thordén, Räddningsstation Lönnånger, byggd 1999
- 12-10 Rescue Drottning Silvia, Räddningsstation Ornö, levererad 2000 från Forgusvarvet
- 12-11 Rescue Lovisa Åstrand, Räddningsstation Sölvesborg, byggd 2000
- 12-12 Rescue Olof Wallenius II, Räddningsstation Öregrund, byggd 2000
- 12-13 Rescue Burre, Räddningsstation Simpevarp, byggd 2001
- 12-14 Rescue Signe Wallenius, Räddningsstation Falkenberg, byggd 2001
- 12-15 Rescue O Bohlin Byggnads AB, Räddningsstation Sundsvall, byggd 2001
- 12-16 Rescue Carnegiestiftelsen, Räddningsstation Vändburg, byggd 2002
- 12-17 Rescue Lars Lindfelt, Räddningsstation Höganäs, byggd 2003
- 12-18 Rescue MinLouis, Räddningsstation Holmsund, byggd 2005
- 12-19 Rescue Gripen, Räddningsstation Torekov, byggd 2006
- 12-20 Rescue Ilse Sanne, Räddningsstation Örnsköldsvik, byggd 2007
- 12-21 Rescue Henry Andersson, Räddningsstation Trosa, byggd 2007
- 12-22 Rescue Marc Wallenberg Jr, Räddningsstation Nynäshamn, byggd 2007
- 12-23 Rescue Greta Dybeck, Räddningsstation Gävle, byggd 2008
- 12-25 Rescue Hans Laurin, Räddningsstation Grötvik, byggd 2008
- 12-26 Rescue Michano, Räddningsstation Hasslö, byggd 2008
- 12-27 Rescue Tjustbanken, Räddningsstation Loftahammar, byggd 2009
- 12-28 Rescue Vitstjärna, Räddningsstation Skellefteå (ägd av Sjöfartsverket), tidigare Räddningsstation Visby, byggd 2009
- 12-29 Rescue Postkodlotteriet, Räddningsstation Munsö/Ekerö, tidigare Räddningsstation Falsterbokanalen, byggd 2009
- 12-30 Rescue Handelsbanken Liv, Räddningsstation Möja, byggd 2010
- 12-31 Rescue Kersti Hydén, Räddningsstation Strömstad, byggd 2012
- 12-32 Rescue Leif Johansson, Räddningsstation Fjällbacka, byggd 2013
- 12-33 Rescue Björkskär, Saltviks sjöräddningsstation, Ålands Sjöräddningssällskap, 2014
- 12-34 Rescue Mærsk Mc-Kinney Møller, Räddningsstation Smögen, byggd 2014
- 12-35 Rescue Ingegerd Ramstedt, Räddningsstation Arkösund, byggd 2015
- 12-36 Rescue Sten A Olsson, Räddningsstation Käringön, byggd 2015
- 12-37 Rescue Ulla-Brita Andersson, Räddningsstation Råå, byggd 2017
- Rescue Georg Lysell, Räddningsstation Smögen, byggd 2017
- 12-38 Rescue Länsförsäkringar Göteborg och Bohuslän, Räddningsstation Strömstad, byggd 2018
- 12-39 Rescue Josephine, Räddningsstation Hovås, byggd 2021